# Iconologie
Iconologie is een deelwetenschap, ontstaan uit de iconografie. Iconologie beschrijft de beeldtaal om ze te verklaren vanuit een brede context.
Aby Warburg was een pionier van de iconologie, in Nederland werd de benadering geïntroduceerd door Godefridus Johannes Hoogewerff. De Universiteit Utrecht kende lange tijd een leerstoel iconologie en kunsttheorie.